# ウスターシャー
ウスターシャー（英: Worcestershire、省略形：Worcs）は、イングランドのウェスト・ミッドランズにあるカウンティである。1974年以降、現在のヘレフォードシャーとヘレフォード・ウスターという州名で統合されていたが、1998年に分割された。
州都および最大都市はウスター大聖堂が所在するウスター。その他の町として、レディッチやブロムスグローブ、ストアポート＝オン＝セバーン、ドロイトウィッチ・スパ、イーヴシャム、キダーミンスター、モールヴァンがある。北東部はウェスト・ミッドランズ工業地域の一郭をなすが、その他の大部分は農村である。このカウンティはウスター、レディッチ、ウィチャヴァン、モールヴァン・ヒルズ、ワイヤ・フォレスト、ブロムスグローブという6つの行政地区に区分される。

## 所在地
このカウンティはヘレフォードシャー、シュロップシャー、スタッフォードシャー、ウェスト・ミッドランズ、ウォリックシャー、グロスタシャーと接している。西側は、モールヴァン・ヒルズとモールヴァン温泉街によって境界線が引かれている。南側はグロスターシャーとコッツウォルズの北端によって、東側はウォリックシャーによって境界線が引かれている。セヴァーン川とエイヴォン川という2つの大河川がこのカウンティを流れている。

## 歴史

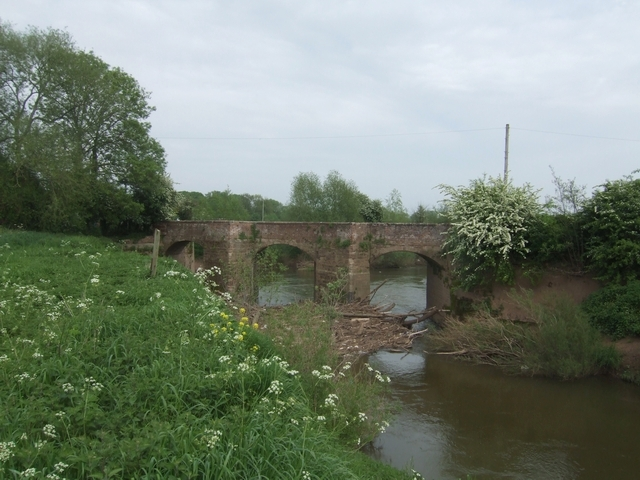
1642年9月23日、テムズ川にかかるパウィック橋の戦いによってイングランド内戦は始まった。

ウスターシャーはイングランド初期の王国ウィッチェの中心地だった。7世紀中にマーシア王国に吸収され、927年にイングランド統一王国の一部となった。11世紀にマーシア伯爵領の一部を形成するまでは、要するに10世紀には独自の伯爵領（原文:ｓeparate ealdormanship）であった。ノルマン・コンクエストまでの間に、イーヴシャム大修道院、パーショア大修道院、モールヴァン小修道院とその他の修道会の家系により支援を受けたキリスト教徒がこのカウンティを支配するようになった。
このカウンティの最後のアングロサクソン人の執政長官は有名なCyneweard of Laughernであり、最初のノルマン人の執政長官はウスター城を建て、多くの教会領を押収したUrse d'Abetotである。
中世の間、このカウンティの経済の大半は羊毛の取引に基づいていた。 フェッケンナム・フォレストやホーウェル・フォレスト、モールヴァン・チェイスなど、ここの密林の多くの地域は森林法に基づく王室狩猟地であった。
7世紀を起源とするウスター大聖堂はウスターで作られた司教区（ウスター教区）の母聖堂になり、歴代のウスター司教により建設が進められた。またウスター司教から聖人を輩出、ドゥンスタン、オズワルド・オブ・ウスター、ウルフスタンの3人が聖人になっている。
1265年8月4日、シモン・ド・モンフォールがウスターシャーのイーヴシャムの戦いにおいて殺された。
清教徒革命（イングランド内戦）の初戦と最後の戦闘がウスターで勃発、1642年9月23日のパウィック橋の戦いがイングランド内戦における議会派と王党派の最初の小競り合いであり、王党派の軍人でチャールズ1世の甥でもあるルパート（後のカンバーランド公）が勝利した。それから9年後の1651年9月3日のウスターの戦いは、議会派の軍人でイングランド共和国軍の司令官オリバー・クロムウェルがチャールズ2世が率いる王党派とスコットランドの連合軍に勝利、内戦は事実上終結した。
また内戦中の1647年からキダーミンスターで説教活動をしていたリチャード・バクスターがプロテスタント諸派（監督派・長老派・独立派）の一致を探り、範囲をキダーミンスターからウスターシャー全土の教会へと広げた。やがて信仰と実践における一致を求め、1653年からピューリタン諸派の牧師達を集めて任意団体ウスターシャー・アソシエーション（教会連合、牧師協議会とも）を組織、教義の差異を越えた教会の一致を目指した。参加者は大部分が教派に属さない教会一致を望む人々で、イングランド各地に広がった牧師協議会では年4回の総会と月1回の会合を開いて教会問題を話し合い、監督派・長老派・独立派を包括しうる1つの国民教会を望んだ。ただし1660年に王政復古が成ると、協議会参加者はイングランド国教会へ従う者と拒んで排除される者（非国教徒）に分裂、教会一致運動は失敗に終わった。
1751年、ウスター近郊のパウィック出身の医師ジョン・ウォールと薬剤師ウィリアム・デイヴィスらが設立した陶磁器工房はロイヤルウースターに成長、1789年に王室御用達に選ばれるほどになった。だが後にロイヤルウースターは拠点をウスターからスタッフォードシャーのストーク＝オン＝トレントへ移転、ロイヤルウースターが去った後のウスターには作品を展示した博物館が建てられている。
19世紀には、ウスターは手袋製造の中心地であった。 キダーミンスターの街はカーペット製造の中心地となり、 レディッチは針、バネ、鉤の製造に特化した。広大な塩の堆積物の上に位置するドロイトウィッチ・スパはローマ帝国時代から塩製品の中心地であり、主要なローマ街道のひとつがこの街を通っている。これらの古くからの産業は衰退してきており、その他のより多様な軽工業に置き換えられている。このカウンティは継続的に発行されている1690年創設の世界最古の新聞 the Berrow's Journal の発祥の地でもある。モールヴァンは、19世紀に増加したイングランドの温泉街のひとつの中心である。これはモールヴァンの水が純粋で、「全く何も含んでいない」と信じられていたためである。

## 人口動態
2011年の国勢調査によるとウスターシャーの人口は566,169人であり、2001年の人口542,107人から4.4%増加したことがわかった。

### 人種、民族
あらゆる人種グループの合計人口は2001年から2011年までの間で増加しているが、白人グループが全体として97.5％からと95.7%まで減少したのと同時に、ウスターシャーの人口に占める白人系英国人の割合は96.5%から92.4%までに減少している。この変化は白人系英国人の割合減少という全国的な傾向に沿ったものだが、ウスターシャーは全国平均より依然として人種的な同質性がかなり高い。2011年では、イングランド全体の79.8％は白人系英国人であり、ウスターシャーの92.4％よりはるかに低い数字である。
| 人種グループ                              | 2001年 人口 | 2001年 % | 2011年 人口 | 2011年 % |
| ----------------------------------------- | ----------- | -------- | ----------- | -------- |
| 白人: 英国系                              | 517,747     | 95.5     | 522,922     | 92.4     |
| 白人: アイルランド系                      | 4,163       | 0.8      | 3,480       | 0.6      |
| 白人: アイリッシュ・トラヴェラー/ジプシー |             |          | 1,165       | 0.2      |
| 白人: その他                              | 6,869       | 1.27     | 14,491      | 2.6      |
| 白人: 合計                                | 528,779     | 97.5     | 542,058     | 95.7     |
| アジア人・アジア系英国人: インド系        | 1,640       | 0.3      | 3,634       | 0.6      |
| アジア人・アジア系英国人:パキスタン系     | 2,917       | 0.5      | 4,984       | 0.9      |
| アジア人・アジア系英国人:バングラデシュ系 | 970         | 0.2      | 1,316       | 0.2      |
| アジア人・アジア系英国人:中国系           | 1,106       | 0.2      | 1,601       | 0.3      |
| アジア人・アジア系英国人:その他           | 455         | 0.1      | 2,206       | 0.4      |
| アジア系・アジア系英国人:合計             | 7,088       | 1.3      | 13,741      | 2.4      |
| 黒色・黒色英国人: カリブ系                | 1,153       | 0.2      | 1,275       | 0.2      |
| 黒色・黒色英国人: アフリカ系              | 332         | 0.1      | 767         | 0.1      |
| 黒色・黒色英国人: その他                  | 153         | 0.03     | 330         | 0.1      |
| 黒色・黒色英国人: 合計                    | 1,638       | 0.3      | 2,372       | 0.4      |
| 混血:白色系とカリブ系                     | 1,704       | 0.3      | 3,150       | 0.6      |
| 混血:白色系とアフリカ系                   | 221         | 0.04     | 592         | 0.1      |
| 混血:白色系とアジア系その他               | 1,099       | 0.2      | 2,053       | 0.4      |
| 混血:その他                               | 771         | 0.1      | 1,250       | 0.2      |
| 混血:合計                                 | 3,795       | 0.7      | 7,045       | 1.2      |
| その他: アラブ人                          |             |          | 236         | 0.04     |
| その他: その他の人種                      | 807         | 0.1      | 717         | 0.1      |
| その他:合計                               | 807         | 0.1      | 953         | 0.2      |
| 総計                                      | 542,107     | 100      | 566,169     | 100      |

## 地方の沿革
ウスターシャーの境界は1889年にハンドレッズ（Hundreds）として知られる地方統治形態を廃止して以来100年以上の間、頻繁に変更を繰り返しているが、産業革命中およびその後にバーミンガムとブラックカントリーが継続的に拡大したことにより、このカウンティの地図は相当に変わった。

### 1844–1911年

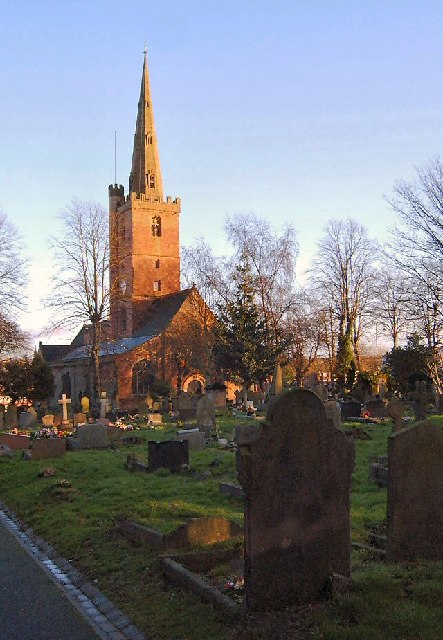
ヘイルズオーウェンは1844年にウスターシャーに合併されるまで、隣接するシュロップシャーの飛地だった。 現在ではウェスト・ミッドランズの都市カウンティである。

ウスターシャーにはいくつかの飛地があった。これはウスターシャーの主要な地理的地域から切り離され、ウォリックシャー、スタッフォードシャー、グロスタシャー、ヘレフォードシャー、オックスフォードシャーといった近隣のカウンティに完全に囲まれた土地である。もっとも有名なのはダドリー、イブンロード、 シップストン＝オン＝ストア周辺の地域などである。反対に、スタッフォードシャー、ウォリックシャー、シュロップシャーはウスターシャー内に飛地があった。これらはクレント、ターデビジ、ヘイルソーウェン/オールドベリー（あるいはヘイルソーウェン行政区域）で見受けられ、1844年10月に1844年カウンティ（分離部分）法に基づき移転あるいは復帰した。.この議員立法は島や飛地での問題を根絶するよう設計されていたが、 シップストン＝オン＝ストアは1931年4月まで、また同様にダドリーは1966年までウスターシャーに帰属したままだった。このカウンティの南部境界でもグロスタシャーや逆にウスターシャーに深くまで食い込んだ行政区について混乱がおきていた。これも結局1844年の今法案によって解決した。
ウスターシャーカウンティ議会は1888年地方政府法に従い実現され、ダドリーとウスターにある2つの指定された特別市を除く、歴史と伝統のあるこのカウンティ全体を支配した。
バーミンガムの継続的な拡大はウスターシャーの境界が頻繁に変更されたことと、それに伴う住宅問題の大きな原因である。バルサール・ヒース地区は、もともとは最北部のキングス・ノートン行政区を構成していたが、1891年10月1日にバーミンガム特別市に加えられた最初のカウンティ地域であった。 それに続き1909年11月にクィントン市街地が割譲され、さらにヤードレーの農村地区や、キングス・ノートンの市街地区の大部分が大バーミンガム構想に基づき1911年11月にバーミンガムに吸収された。その後これらの地域はウスターシャーからウォリックシャーへと移転された。ウスター司教監督管区内、および貴族間の血縁におけるダドリーの歴史的な地位[clarification needed]によって飛地は大規模自治制によって統治することが保証された。ウスターも同様に自治制をとり、The City and County of Worcesterとして知られていた。

### 1926年の境界変更
1926年にダドリー特別市議会は、そのほとんどがセッジリー（スタッフォードシャー）にある市街中心北部の、ダドリー城を含む数平方マイルの土地を購入した。これは小修道院の施設群を建設するためであり、その敷地内で1929年に巨大な議会施設の建設が始まった。 ウスターシャーの境界はダドリーで計画されているすべての建築物資産を含むよう変更された。

### 1966–1974年
1966年4月の地方政府再編の間、ダドリーはその歴史的な境界を拡張し、セッジリーとブライアリー・ヒルの大部分、コーズリー南部、そしてアンブルコートの小区を取り込んだ。地方政府法によってダドリーの地位が改定され、ダドリー特別市はスタッフォードシャーの一部となり、以前にダドリーに統合された地域はすべてスタッフォードシャーの一部となった。同時に、ウスターシャーはワーレイという名の特別市を獲得した。これはオールドベリー市街地区、ロウリー・レジス市街地区、スメスウィック特別市、そしてダドリーとティプトンの一部が融合したものである。これらの再編成の間、この統治カウンティ地域はスタウアブリッジがスタッフォードシャーから取り込んだアンブルコートの半分以上の土地[clarification needed] とレディッチが計画都市として1964年に指定した土地だけしか拡大していない。これによってウォーリックシャーにあるイスプリーやマッチバラの村域周辺が拡大した。レディッチの新都市計画と同時に、ドロイトウィッチやウスター、ブロムズグローヴ、キダーミンスターなどで、またフランクリーやルベリー、レッドナルにあるバーミンガムの境界に沿って大規模な公共住宅及び私宅の建設計画が起きた。フランクリー行政区は後に2つに分割された。ニューフランクリーとバートリー貯水池周辺の地域は1995年4月にブロムズグローヴからバーミンガムに移転された。しかしフランクリーの小村はウスターシャーに留まり、同名の新たな市民行政区となった。

### 1974–1998年

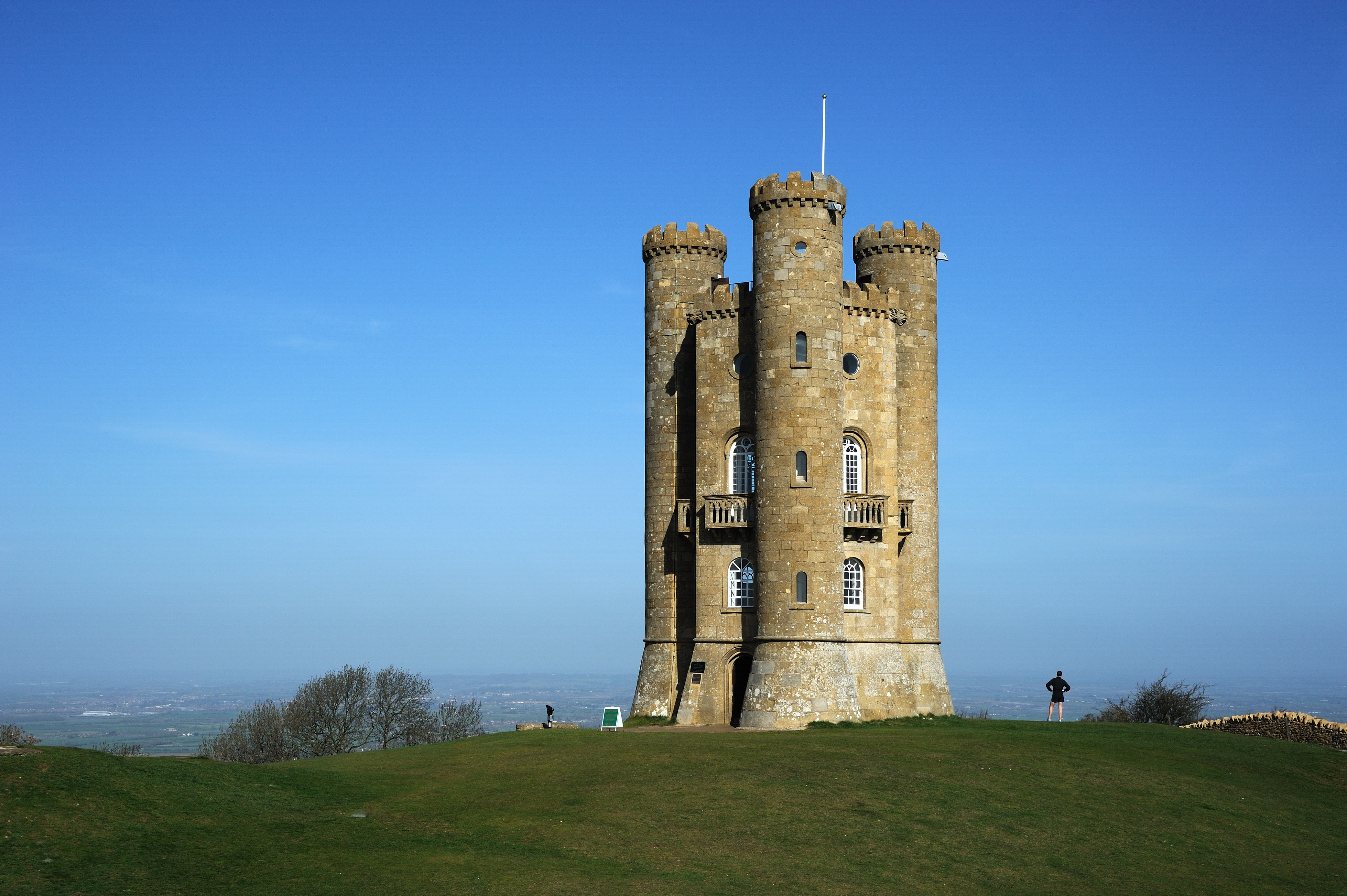
ブロードウェー・タワーは、ウスターシャーにいくつかあるフォリーのひとつ。

1974年から、このカウンティの中心部と南部はヘレフォードシャーやウスター特別市と合併し、単一の非都市カウンティであるヘレフォード・ウスターを形成した。ダドリーやワーレイ、加えてスタウアブリッジとヘイルソーウェンといった特別市は合併して新たにウェスト・ミッドランズ都市カウンティとなった。ウェスト・ミッドランズカウンティ議会は、1986年に廃止になる前にほんの数年間存在しただけだったが、ウェスト・ミッドランズは依然として行政カウンティとして、また典礼カウンティとして存在し続けた。

### 1998–現在
1990年代の連合王国地方政府再建において、ヘレフォード・ウスターカウンティは廃止され、非都市カウンティとしてウスターシャーはヘレフォードシャーとの歴史的な境界を再び持つこととなった。再建されたウスターシャーカウンティは1998年4月1日に行政及び典礼カウンティとして実現されたが、ダドリーのブラックカウンティ街やヘイルソーウェン、オールドベリー、スタウアブリッジは除外されていた（ウェスト・ミッドランズの一部のままであった）。ウスターシャーカウンティ議会は再建されたが、廃棄物管理や青少年犯罪対策などを含むいくつかのサービスは、新設されたヘレフォードシャー議会と共有している。
旧ヘレフォード・ウスター地区のレディッチ、ブロムズグローヴ、ウィチャヴァンおよびワイヤ。フォレストは僅少な変更か、あるいは全く変更することなしに保持された。しかしレオミンスター地区とモールヴァン地区は歴史的境界をまたがっていたため、新モールヴァン・ヒルズ地区は西側、南西側、北西側において1974年4月以前のカウンティの境界をまたいで構成されていた。旧ヘレフォード・ウスター地区の取り残された地域はヘレフォードシャーに戻った。

## 自然地理

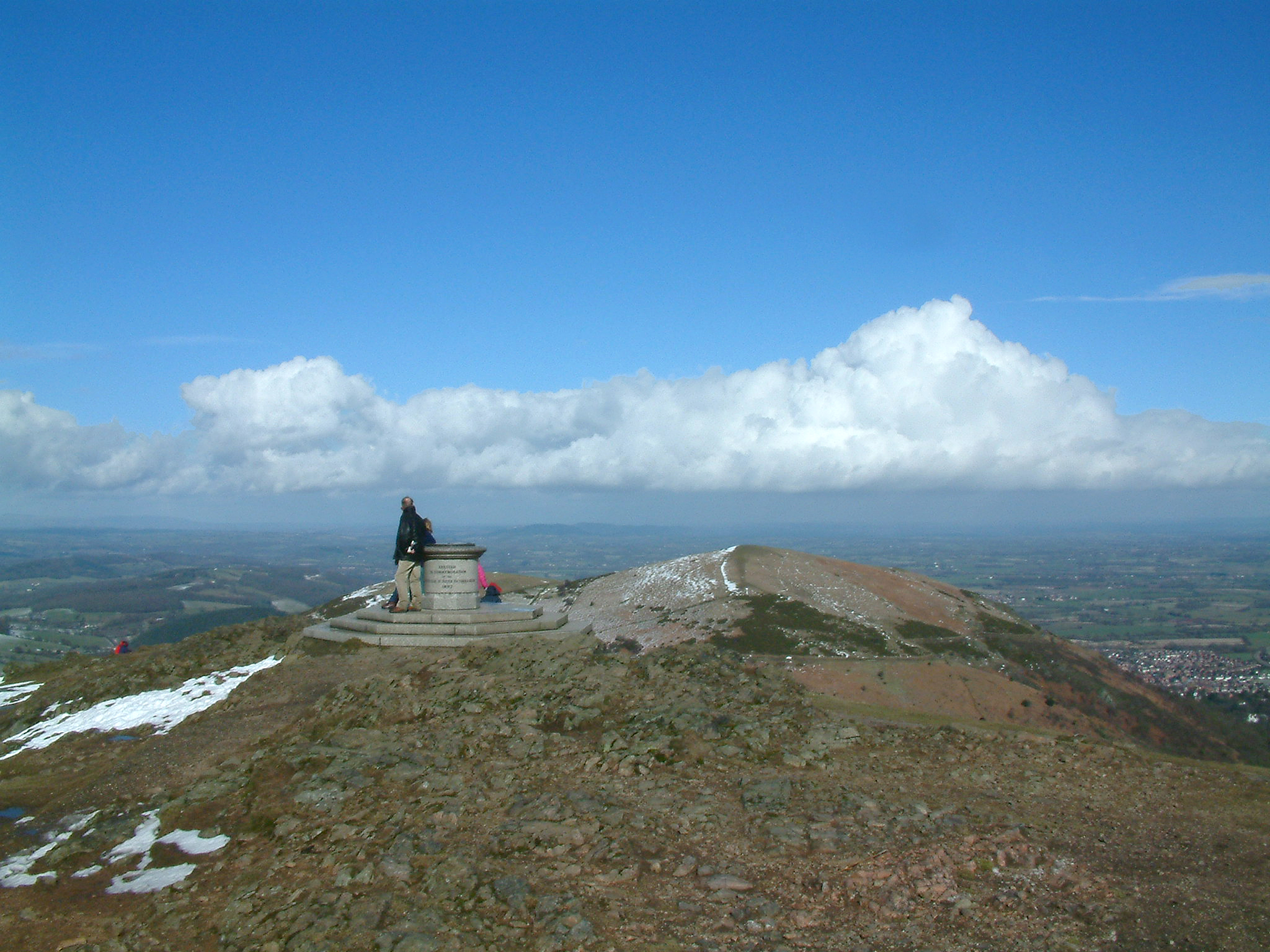
モールヴァン・ヒルズにあるウスターシャー・ビーコン山頂は、このカウンティで最も高い地点である。

モールヴァン・ヒルズはこのカウンティの南部からヘレフォードシャーまで伸びており、主に火山性の火成岩と変成岩によって構成されている。これらの中には12億年前に起源を持つものもある。ここは特別自然美観地域（AONB）に指定されている。カウンティ内において最も高い地点である標高425ｍのウスターシャー・ビーコンはここに位置している。
このカウンティの残りの部分は、起伏のある丘とセヴァーン渓谷から両側にめいっぱい伸びる農地からなる。セヴァーン川は連合王国で最長の河川であり、ストアポート＝オン＝セバーンとウスターの両方を通って流れる。 エイヴォン川はイヴシャムのウスターシャー市街を通って流れて、グロスタシャーのトゥックスベリーでセヴァーン川と合流する。
いくつかの、美味な球果を結ぶ森林地帯がこのカウンティの北部に位置している。イヴシャム渓谷はこのカウンティの南部に伸びており、その南側にはコッツウォルズ特別自然美観地域がある。

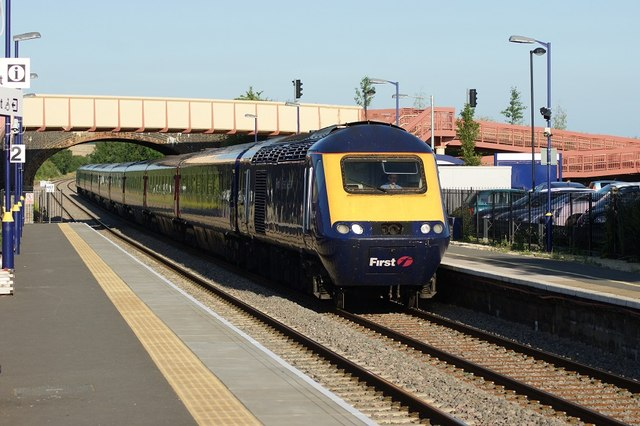
コッツウォルズ線ハニーボーン駅。将来的にはハニーボーン線が開通する見込み。

## スポーツ

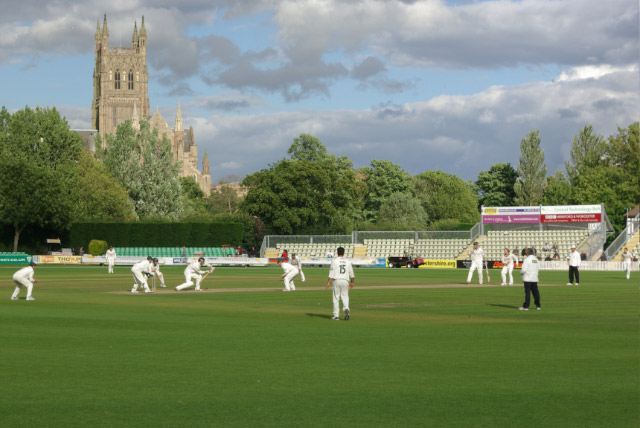
ニューロードはウスターシャー・カントリー・クリケット・クラブのホームであり、ウスター大聖堂からセヴァーン川を挟んで対岸側にある。

フットボールはこのカウンティで最も人気があるスポーツであり[citation needed]、最も大きく成果を上げているフットボールクラブはキダーミンスター・ハリアーズFCである。1877年にランニングクラブとして創設され、1880年からはラグビークラブとしても活動しており、フットボールクラブは1886年に創設された。1987年には、初めてFAトロフィーを勝ち取り、7年後にはFAカップの5回戦に出場した。また1994年にはフットボールカンファレンスのタイトルも勝ち取っているが、アグボロウ・スタジアムの格付が要求水準に満たないとしてフットボール・リーグ出場を否認されている。しかし、この6年後にフットボールカンファレンスの2度目のタイトルを勝ち取ったときには 、このスタジアムは改良を重ねており昇格を認められたため、このカウンティで初のフットボール・リーグ会員となった。ところが、このクラブのフットボール・リーグ会員資格は一時的なものであり、チームは2005年にカンファレンスへと降格を余儀なくされいまだに挽回できずにいる。
また、カンファレンス・ノースのウスター・シティFCとサザンフットボールリーグのレディッチ・ユナイテッドFCもまたこのカウンティを代表している。その他にも、ドロイトウィッチ・ユナイテッドやイーヴシャム・ユナイテッド、ケンプシーFC、モールヴァン・レンジャーズ、モールヴァン・ワンダラーズ、ナニリー・ウッズ、パーショア・タウンなどがある。
このカウンティはウスターシャー・カウンティ・クリケット・クラブのホームであり、伝統的にイングランドでナショナルチームがツアー最初に滞在する場所として予定される。このクラブは1865年に公式に組織され、1895年に現在のニューロードの競技場に移るまでは当初ボートンパークでプレイしていた。この競技場は、今日では5,500人を収容できる。このクラブは歴史的に、5つのカウンティ決勝戦で優勝しており、直近では1989年に優勝している。
ウスターのラグビーフットボール・クラブであるウスター・ウォリアーズはこのカウンティで最も大きくて成果を上げたラグビー連合チームであり、2004年にプレミアシップへ昇進。ウォリアーズは2010年のRFUチャンピオンシップで降格させられたが、2011年のプレミアシップで復活を果たした。 ウスター・ウォリアーズはウスター郊外にあるシックスウェイズ・スタジアムでプレーしており、12,000人以上の観客を動員しカウンティ内で最大規模となった。同スタジアムは3度、アングロ・ウェルシュカップの決勝戦の舞台となった。しかし、チームは2022年に破産申請を行い、財政破綻により解散した。

## 文化

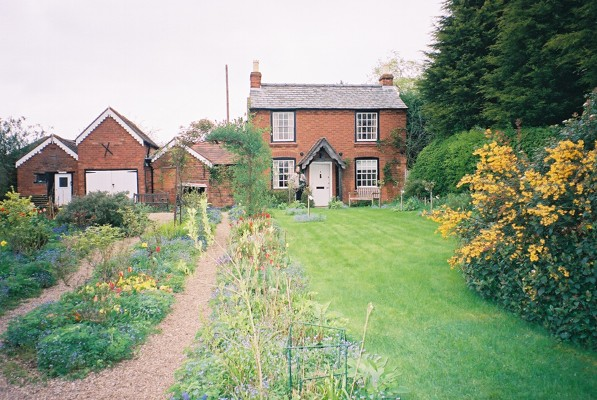
クラシック作曲家のエドワード・エルガー卿はウスターシャー、ブロードヒースのこの家で生まれた。現在ではエルガー生誕地博物館として使われている。

ブロードヒース村はウスター市から北西へ約10km（6マイル）のところにあり、作曲家エドワード・エルガーの生誕の地である。
このカウンティはJ・R・R・トールキンのホビットの冒険や指輪物語に出てくる架空の場所、中つ国のホビット庄にインスピレーションを与えたと主張されている。トールキンは彼の叔母であるジェーンのウスターシャーの農場の名にちなんで、ビルボ・バギンズの家を袋小路屋敷と名付けたと考えられていた。またウスターシャーはトールキンの弟ヒラリーが生涯農業を営み続けた場所でもあった。トールキンはウスターシャーのことを「（奇麗でも薄汚くても）このカウンティのあらゆる場所が、世界中の他のあらゆる場所では決して代わり得ない、名状しがたい具合で私にとっての"郷里"となっているのである」と書いている。
ウスターシャーはボーダー・モリス式のイングランドフォークダンスで有名な3つのカウンティのうちのひとつである。ウスターシャー・モンキーは有名なボーダー・モリス・ダンスであり、通常8人の1グループで行われるが、時には複数の、ボーダー・モリス・チームで一団となって踊り、一緒にダンスを披露することもある。

## メディア

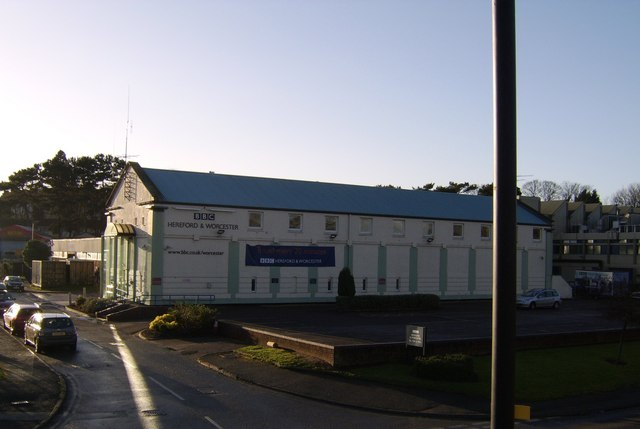
BBCヘレフォード・ウスターのウスター放送局

BBCヘレフォード・ウスター、フリーラジオ、サンシャインラジオがヘレフォードシャーとウスターシャーに向けて放送している。シグナル107はウスターシャー北西部へ向けて放送している。Youthcommラジオはコミュニティ放送局であり、ウスター市に向けて放送している。BBCラジオWMなどのバーミンガムに拠点を置くラジオ局は伝統的にウスターシャーの境界地域を放送対象地域だと考えている。ハートやスムースラジオ地方局などのバーミンガムに拠点を置くウェスト・ミッドランズの地方ラジオ局もまたこのカウンティのほとんどの地域をカバーしている。
2007年に、英国情報通信庁（オフコム）はMuxCo社にヘレフォードシャーとウスターシャーに向けてのDABデジタルラジオ多重放送の認可を与えた。この会社はフリーラジオやサンシャインラジオ、BBCヘレフォード・ウスターにデジタルプラットフォームを提供し、キリスト教徒連合放送局やハイウェイ・エージェンシーの放送地域拡大に協力していた一方で、2009年にいくつかの新たな放送局の開局も狙っていた。この多重放送は最終的に2013年12月に始まり、前述の3つの地方サービスを提供していた。2008年には、ウェスト・ミッドランズの地方DAB多重放送の認可を保持・運営しているMXRが、ウスターとモールヴァンを含むようDABデジタルラジオのカバー範囲を改善した。 ウスターシャーのほとんどの場所で十分聞き取ることができたサービスは、Chill, Gold (Birmingham), Magic Radio, Sunrise Radio, Traffic Radio (Midlands), BBC Radio WM, Xfm and Radio XLなどである。ところが、この地方多重放送は2013年8月27日に終了したため、このカウンティ内で利用可能なサービスの数は減少した。このような動きの大きな背景としては、地方と国営のDAB多重放送の改善を目指した政府の支援を受けた、大規模な産業移転がある。

## 経済
これは、Office for National Statistics（pp. 240–253）に掲載された現在の基礎価格を基に、ウスターシャーで局所的にどの程度の総付加価値が与えられたか100万ポンドベースで傾向を記した表である。
| 年   | 局所的総付加価値 | 農業 | 製造業 | サービス業 |
| ---- | ---------------- | ---- | ------ | ---------- |
| 1995 | 5,047            | 225  | 1,623  | 3,200      |
| 2000 | 6,679            | 159  | 2,002  | 4,518      |
| 2003 | 7,514            | 182  | 1,952  | 5,380      |

### 産業と農業

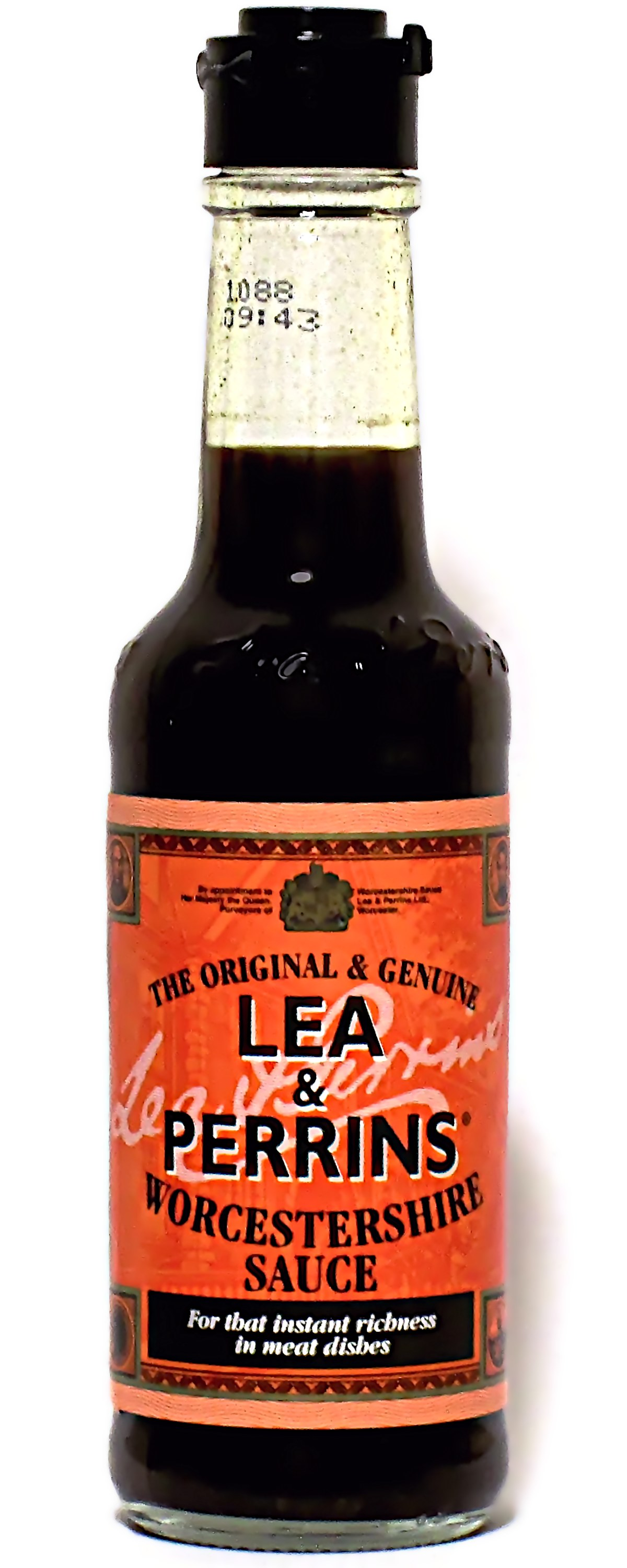
リーペリンのウスターソース：ウスターの2人の薬剤師による発明。

果物農業とホップの栽培がこのカウンティの大部分で伝統的な農業活動だった。20世紀後半には、果樹園が依然として商業的規模で機能していたこのカウンティ南部のイーヴシャム渓谷周辺[citation needed]を除き、これらの栽培はかなり衰退した。ウスター市の紋章には3つの黒い西洋梨が含まれているが、これは現在では希少な固有の西洋梨の品種であるウスター黒梨を表している。このカウンティの紋章にはこのデザインが不可欠であり、必ず3つの黒梨がある梨の木が描かれている。ウスターペアメインとして知られるリンゴの品種はウスターシャーに起源がある。パーショアという梅はウスターシャーにある同名の小さな街に由来しており、この地域で広く栽培されている。
ウスターシャーはまた農業以外のいくつかの製品でも有名である。リーペリンが作った辛みのある調味料ウスターソースの原型はウスターで作られ、現在では閉店した王室御用達の磁器製造者ロイヤルウースターはこの都市を拠点としていた。モールヴァンの街はモーガン自動車の伝統的なスポーツカー発祥の地である。アーサー・クロード・ストローンによる絵画、ウスターシャーの田舎家もまた広く有名である。

## 教育
ウスターシャーには総合学校システムがあり、またRGSウスター、ウスター王立学校、モールヴァン聖ジェイムズ学校、モールヴァン大学など35校を超えるインデペンデント・スクールがある。ウスター、ワイヤフォレスト地区、モールヴァン・ヒルズ地区の公立学校は小学校と中等教育学校の二段構造となっているのに対し、レディッチとブロムズグローヴは初等、中等、高等学校の3段構造となっている。ウスター市内の2校を含む、カウンティ内のいくつかの学校では予科教育を提供している。 サウス・ウスターシャー大学やパーショアにあるウォリックシャー大学農学キャンパスなどのいくつかの職業大学は全国統一試験制度と一般教育修了上級レベルを提供している。 市内にはウスター大学もあり、国立花粉・空中生物学研究部門とその他5つの国立研究センターの拠点である。

## 町と村

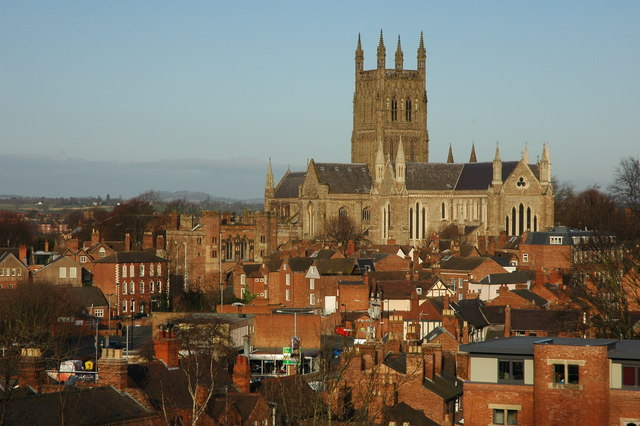
市内に大聖堂（上の写真）があるために、州都ウスターはカウンティ内で唯一のシティである。

ウスターは州都にして唯一のシティである。その他のキダーミンスター、ブロムズグローヴ、レディッチなどの主要な居住地はバーミンガムの衛星都市である。また、モールヴァン、ビュードリー、イーヴシャム、ドロイトウィッチ・スパ、パーショア、テンベリー・ウェルス、ストアポート＝オン＝セバーン、アップトン・アポン・セバーンなどいくつかのマーケットタウンもある。ハートルベリー村は13世紀から2007年までビショップ・オブ・ウスターに住宅を提供していた。
全居住地の一覧は、list of places in Worcestershire参照

## 参照

### 引用
1. ↑  石原孝哉 & 市川仁 2005, p. 165-169.
2. ↑  シセリー・ヴェロニカ・ウェッジウッド & 瀬原義生 2015, p. 115-116.
3. ↑  石原孝哉 & 市川仁 2005, p. 172-174.
4. ↑  シセリー・ヴェロニカ・ウェッジウッド & 瀬原義生 2015, p. 653.
5. ↑  梅津順一 2005, p. 20,65-69.
6. ↑  今関恒夫 2006, p. 185-192.
7. ↑  Cha Tea紅茶教室 2020, p. 26-32,46-47.
8. ↑  Bottled Waters of the World.
9. ↑  "A History of Dudley".
10. ↑  "County Tops".
11. ↑  "Learning Zone Class Clips - The course of the River Severn - from source to sea - Geography Video".
12. ↑  "Oops!
13. ↑  名門ワスプスも破産申請 イングランドラグビー、短期間に2クラブ目 . Afpbb(2022年10月18日). 2022年11月3日閲覧。
14. ↑  Humphrey,C. 1977 Tolkien: A Biography New York: Ballantine Books.
15. ↑  Components may not sum to totals due to rounding
16. ↑  includes hunting and forestry
17. ↑  includes energy and construction
18. ↑  includes financial intermediation services indirectly measured

### 情報源
- "Spa Towns: Malvern" 27 October, retrieved 24 June 2006